# Verzi (Finale Ligure)
Verzi è una frazione del comune di Finale Ligure, in provincia di Savona. Fino al 1869 fu comune autonomo.

## Geografia fisica
Il villaggio di Verzi, è situato a mezzacosta sul versante destro della Val Pia, oltre che da numerosi sentieri che la circondano, è raggiungibile dal ponte a valle detto Ponte di Verzi, lungo il percorso per raggiungere il paese, si trova un bivio che porta a sinistra ad addentrarsi nella Val Ponci.
Il suo territorio si estende dal bric della Briga a sud-est, fino alla cima della Val Ponci a mord al confine col comune di Vezzi Portio in località Magnone, a ovest partendo da sotto bric Caré a scendere tramite la rocca degli Uccelli, fino alla cima di monte Corno, da lì costeggiando l'antico tracciato della via Julia Augusta, scende a valle fino all'omonimo ponte, e da lì fino al successivo rio che scende da Bric della Briga.

### Fiumi
I fiumi che principalmente interessano questa località sono, il torrente Sciusa che scorre a valle, l'affluente rio Ponci che attraversa l'omonima valle, il quale a sua volta tra gli affluenti annovera il rio delle Voze (un rio che nella maggior parte dell'anno è completamente secco) e il rio che nasce dalla località Ferrin e attraversa tutte Le Manie.

### Monti
I rilievi più importanti sono: Monte Corno (m 306), Rocca di Corno (m 303), Rocca degli Uccelli (m 371), Bric della Briga (m 303).

## Storia
Borgo di origine pre-medioevale, viene nominato per la prima volta nel 1268 in un atto tra Giacomo I del Carretto e i suoi figli.
Nel 1798 entra a far parte della Repubblica Ligure di cui segue le vicende storiche, con l'annessione nel 1805 all'Impero francese e nel 1814, a seguito delle decisioni del Congresso di Vienna al Regno di Sardegna.Dal 1805 diventa sede comunale con Calvisio per poi esserne separata dopo il 1815 e fino al 1869, anno in cui assieme al dirimpettaio Comune di Calvisio entra a far parte del Comune di Finalpia per poi nel 1927 entrare definitivamente nel comune di Finale Ligure.

## Monumenti e luoghi d'interesse

### Architetture civili
- Ponti romani. Nella val Ponci si trova l'antico percorso della via romana. Degli antichi attraversamenti di epoca romana rimangono tutt'oggi i ben conservati ponti, cinque nel totale, detti "Ponte delle Fate" in prossimità delle omonime grotte, "Ponte Sordo" di cui rimane solo la rampa d'accesso, "delle Voze", "dell'Acqua" e "di Magnone" presso la cappella di San Giacomo.

### Architetture religiose
- Chiesa di San Gennaro